# Elettrotreno FFS RABDe 500
L'elettrotreno RABDe 500 delle Ferrovie Federali Svizzere è un elettrotreno ad assetto variabile utilizzato per i servizi a lunga percorrenza interni alla Svizzera (InterCity). Il treno viene soprannominato ICN, sigla di Intercity-Neigezug (in tedesco "Intercity ad assetto variabile").

## Storia
Il treno fu progettato per rispondere all'esigenza di ridurre i tempi di percorrenza su alcune tratte ferroviarie, nell'ambito del progetto "Ferrovia 2000", basato su un sistema di nodi e coincidenze.
Nel 1996 venne ordinata una prima serie di 24 elettrotreni, ognuno composto di 7 elementi, che entrarono in servizio a partire dal 1999. Nel 2001 vennero ordinati ulteriori 10 treni, integrati poco dopo da altri 10, per giungere ad una quantità totale di 44.
Lista dei nomi:
| - 500 000 Le Corbusier - 500 001 Jean Piaget - 500 002 Annemarie Schwarzenbach - 500 003 Madame de Staël - 500 004 Mani Matter - 500 005 Johann Heinrich Pestalozzi - 500 006 Johanna Spyri - 500 007 Albert Einstein - 500 008 Vincenzo Vela - 500 009 Friedrich Dürrenmatt - 500 010 Robert Walser - 500 011 Blaise Cendrars - 500 012 Jean Rudolf von Salis - 500 013 Denis de Rougemont - 500 014 Max Frisch - 500 015 Jean-Jacques Rousseau - 500 016 Alice Rivaz - 500 017 Willi Ritschard - 500 018 Adolf Wölfli - 500 019 Friedrich Glauser - 500 020 Jeanne Hersch - 500 021 Jeremias Gotthelf | - 500 022 Carl Spitteler/Hermann Hesse) - 500 023 Charles Ferdinand Ramuz - 500 024 Ernest von Stockalper - 500 025 Xavier Stockmar - 500 026 Alfred Escher - 500 027 Henry Dunant - 500 028 Francesco Borromini - 500 029 Eduard Spelterini - 500 030 Louis Chevrolet - 500 031 Louis Favre - 500 032 Henry Dufaux - 500 033 Gallus Jacob Baumgartner - 500 034 Gustav Wenk - 500 035 Niklaus Riggenbach - 500 036 Minister Kern - 500 037 Grock - 500 038 Arthur Honegger - 500 039 Auguste Piccard - 500 040 Graf Zeppelin - 500 041 William Barbey - 500 042 Steivan Brunies - 500 043 Harald Szeemann |